# العلاقات الجامايكية الزامبية
العلاقات الجامايكية الزامبية هي العلاقات الثنائية التي تجمع بين جامايكا وزامبيا.

## مقارنة بين البلدين
هذه مقارنة عامة ومرجعية للدولتين:
| وجه المقارنة                                              | جامايكا       | زامبيا                         |
| --------------------------------------------------------- | ------------- | ------------------------------ |
| المساحة (كم2)                                             | 10.99 ألف     | 752.62 ألف                     |
| عدد السكان (نسمة)                                         | 2.95 مليون    | 17.09 مليون                    |
| الكثافة السكانية (ن./كم²)                                 | 268.43        | 22.71                          |
| العاصمة                                                   | كينغستون      | لوساكا                         |
| اللغة الرسمية                                             | لغة إنجليزية  | لغة إنجليزية                   |
| العملة                                                    | دولار جامايكي | كواشا زامبي، كواشا زامبي قديم ‏ |
| الناتج المحلي الإجمالي (بليون دولار)                      | 14.77 مليار   | 25.81 مليار                    |
| الناتج المحلي الإجمالي (تعادل القوة الشرائية) بليون دولار | 24.79 مليار   | 62.18 مليار                    |
| الناتج المحلي الإجمالي الاسمي للفرد دولار أمريكي          | 5.23 ألف      | 1.30 ألف                       |
| الناتج المحلي الإجمالي للفرد دولار أمريكي                 | 8.88 ألف      | 3.90 ألف                       |
| مؤشر التنمية البشرية                                      | 0.719         | 0.586                          |
| رمز المكالمات الدولي                                      | +1876         | +260                           |
| رمز الإنترنت                                              | .jm           | .zm                            |
| المنطقة الزمنية                                           | 00            | ت ع م+02:00                    |

## منظمات دولية مشتركة
يشترك البلدان في عضوية مجموعة من المنظمات الدولية، منها:
| علم المنظمة | اسم المنظمة                                                | تاريخ انضمام جامايكا | تاريخ انضمام زامبيا |
| ----------- | ---------------------------------------------------------- | -------------------- | ------------------- |
|             | العملية المشتركة للاتحاد الأفريقي والأمم المتحدة في دارفور | ?                    | ?                   |
|             | الاتحاد البريدي العالمي                                    | ?                    | ?                   |
|             | يونسكو                                                     | 7 نوفمبر 1962        | 9 نوفمبر 1964       |
|             | البنك الدولي للإنشاء والتعمير                              | 21 فبراير 1963       | 23 سبتمبر 1965      |
|             | منظمة التجارة العالمية                                     | ?                    | ?                   |
|             | وكالة ضمان الاستثمار متعدد الأطراف                         | 12 أبريل 1988        | 6 يونيو 1988        |
|             | دول الكومنولث                                              | ?                    | ?                   |
|             | الاتحاد الدولي للاتصالات                                   | 18 فبراير 1963       | 23 أغسطس 1965       |
|             | منظمة الشرطة الجنائية الدولية                              | ?                    | ?                   |
|             | مؤسسة التمويل الدولية                                      | 31 مارس 1964         | 23 سبتمبر 1965      |
|             | الأمم المتحدة                                              | 18 سبتمبر 1962       | 1 ديسمبر 1964       |
|             | مجموعة دول أفريقيا والكاريبي والمحيط الهادئ                | ?                    | ?                   |
|             | منظمة حظر الأسلحة الكيميائية                               | ?                    | ?                   |
|             | المركز الدولي لتسوية المنازعات الاستشارية                  | 14 أكتوبر 1966       | 17 يوليو 1970       |

## وصلات خارجية
- موقع وزارة الخارجية الجامايكية